# 貝知仁
貝知仁（英語：Alexis Pouchin；2000年9月11日—），是法國騎師。

## 簡歷
貝知仁生於賽馬世家，父親現時擔任著名練馬師費伯華馬房的遠征領班，而他本身也曾在這位練馬大師位於尚蒂伊的馬房中生活至七歲。貝知仁初時跟隨告朗德（Yohann Gouraud）學藝，其後轉至費伯華馬房，先後擔任兩個馬房的見習騎師，很快便取得八十二場頭馬，晉身大師傅之列。
貝知仁於2016年11月1日在邁松拉菲特策騎Paco Keed取得從騎以來首場勝仗，直至2024年來港前已累積超過四百場頭馬，並曾策騎「文采侯婦」、「小巧勁力」、「喜爭先」、「都會」、「Are'ej」及「藍深度」揚威十場一級賽，成為法國的前列騎師之一，來港前於當時的法國馬季已累積134場頭馬，在法國騎師榜上排名第三，僅次於紀仁安（212場）及巴米高（176場），因年僅24歲卻有如此成就而被譽為法國的超新星。

## 在港策騎主要事跡

### 2024/2025年度馬季
2024年10月21日，貝知仁獲香港賽馬會牌照委員會發出訪港騎師牌照，准許他由2024年12月1日至2025年1月31日在港上陣，成為繼紀仁安和巴米高後第三位來港客串的費伯華門生。獲發牌照後，操法語的貝知仁在翻譯陪同下受訪表示：「我有兩個主意，一是到日本上陣，二是到香港。我的波士費伯華很喜歡香港，不讓我選擇。他說：『去香港，因為香港有兩個頂級馬場，兩條賽道都很好，特點與我們的賽道不同』。」貝知仁也說道：「我有很多朋友曾經來港策騎。我上星期與巫斯義交談過，他給了我一些駕馭跑道的竅門。我和巴米高也份屬好友，也與他談過跑道及最佳策騎方法。至於賀銘年，我也認識了他好一段時間。」

## 主要勝出賽事
法國
- 羅斯齊爾德大賽（英语：Prix Rothschild） - (2) - 文采侯婦（英语：Mqse De Sevigne） (2023、2024)
- 尚羅萬尼錦標（英语：Prix Jean Romanet） - (2) - 文采侯婦（英语：Mqse De Sevigne） (2023、2024)
- 根利錦標（英语：Prix Ganay） - (1) - 喜爭先（英语：Haya Zark） (2024)
- 法國二千堅尼（英语：Poule d'Essai des Poulains） - (1) - 都會（英语：Metropolitan） (2024)
- 伊斯巴翰錦標（英语：Prix d'Ispahan） - (1) - 文采侯婦（英语：Mqse De Sevigne） (2024)
- 阿拉伯世界盃（英语：Arabian World Cup） - (1) - Are'ej (2024)
- 馬素爾大賽（英语：Prix Marcel Boussac） - (1) - 藍深度（英语：Vertical Blue） (2024)

- 夏葛特錦標（英语：Prix d'Harcourt） - (1) - 小巧勁力（英语：Simca Mille） (2023)
- 尚蒂伊大賽（英语：Grand Prix de Chantilly） - (1) - 小巧勁力（英语：Simca Mille） (2023)
- 尼雅大賽（英语：Prix Maurice de Nieuil） - (1) - 彬彬君子（英语：The Good Man） (2023)

- 莫詩度錦標（英语：Prix Messidor） - (1) - 快傑駿（英语：Fast Raaj） (2023)
- 六星完美錦標（英语：Prix Six Perfections） - (1) - Laulne (2023)
- Prix Bertrand de Tarragon（英语：Prix Bertrand de Tarragon） - (1) - Immensitude (2023)
- 潘娜洛普錦標（英语：Prix Penelope） - (1) - 締夢（英语：Making Dreams） (2024)
- 旺圖錦標（英语：Prix Vanteaux） - (1) - 敢尋夢（英语：Dare To Dream） (2024)
- Prix Texanita（英语：Prix Texanita） - (1) - 妙態（英语：Monteille） (2024)
- 皇家宮殿錦標（英语：Prix du Palais-Royal） - (1) - 額外加分（英语：Exxtra） (2024)
- La Coupe（英语：La Coupe） - (1) - Calif (2024)
- 橡樹大賽（英语：Prix des Chênes） - (1) - 會錯意（英语：Misunderstood） (2024)
- 柏斯錦標（英语：Prix Perth） - (1) - 益智玩意（英语：Alcantor） (2024)
- 空中錦標（英语：Prix Fille de l'Air） - (1) - 高枝翠葉（英语：Higher Leaves） (2024)
- 艾蒙巴克大賽（英语：Prix Edmond Blanc） - (1) - 益智玩意 (2025)
- 力量錦標（英语：Prix La Force） - (1) - 樣樣合格 (2025)
- 不羈名駒大賽（英语：Prix Imprudence） - (1) - 一起更好 (2025)
- 傑時錦標（英语：Prix de Guiche） - (1) - 樣樣合格 (2025)
- 奧蘭傑斯錦標（英语：Prix de Ris-Orangis） - (1) - 俊偉蹄 (2025)
- 米羅夫錦標（英语：Prix Minerve） - (1) - Indalimos (2025)

 德國
- 柏林大賽（英语：Grosser Preis von Berlin） - (1) - 小巧勁力（英语：Simca Mille） (2023)

## 在港策騎成績
| 年度        | 冠 | 亞 | 季 | 殿 | 第五 | 出賽次數 | 所贏獎金（港元） | 備註                               |
| ----------- | -- | -- | -- | -- | ---- | -------- | ---------------- | ---------------------------------- |
| 2024 - 2025 | 2  | 6  | 7  | 7  | 10   | 105      | $ 6,003,225      | 客串策騎 (由2024年12月至2025年1月) |
| 總計        | 2  | 6  | 7  | 7  | 10   | 105      | $ 6,003,225      |                                    |

## 在港策騎資料
|                | 日期           | 賽事                      | 場地 | 馬場       | 馬名     | 練馬師 | 名次 | 獨贏賠率 |
| -------------- | -------------- | ------------------------- | ---- | ---------- | -------- | ------ | ---- | -------- |
| 初出賽         | 2024年12月1日  | 第五班 - 1650米           | 泥地 | 沙田馬場   | 精明選擇 | 伍鵬志 | 2    | 5.1      |
| 首勝利         | 2024年12月15日 | 第五班 - 1400米           | 草地 | 沙田馬場   | 極速之子 | 姚本輝 | 1    | 14       |
| 級際賽初出賽   | 2025年1月8日   | 三級賽 - 1800米（一月盃） | 草地 | 跑馬地馬場 | 中華盛景 | 告東尼 | 11   | 47       |
| 級際賽首勝利   | —              | —                         | —    | —          | —        | —      | —    | —        |
| 一級賽初出賽   | —              | —                         | —    | —          | —        | —      | —    | —        |
| 一級賽首勝利   | —              | —                         | —    | —          | —        | —      | —    | —        |
| 四歲系列初出賽 | —              | —                         | —    | —          | —        | —      | —    | —        |
| 四歲系列首勝利 | —              | —                         | —    | —          | —        | —      | —    | —        |